# Bjørn Dæhlie
Bjørn Erlend Dæhlie (* 19. června 1967, Elverum, Norsko) je bývalý norský běžec na lyžích, osminásobný olympijský vítěz a devítinásobný mistr světa.

## Životopis
Bjørn Dæhlie se narodil ve vsi Elverum v rodině učitelů. Matka Bjorg a otec Erling Dæhlieovi ho vychovávali spolu s jeho sestrou Hilde. Oženil se s Vilde, se kterou má dva syny Siverta a Sandera. Ve čtrnácti letech se začal věnovat severské kombinaci, ale již o rok později se jeho sportovní zájem obrací k běhům na lyžích. První medaile si přivezl z mistrovství světa 1991 ve Val di Fiemme. První olympijskou medaili získal na Zimních olympijských hrách v Albertville roku 1992. Jeho fenomén se uplatnil především na Mistrovství světa 1997, když získal medaili ve všech pěti disciplínách.
Roku 1999 se v přípravné sezóně zranil na kolečkových lyžích (kolcích). Po setrvávajících problémech v březnu 2001 ohlásil konec své úspěšné kariéry a v následující sezóně se stal na čas osobním poradcem Bente Skari. Od sezóny 2005 poradce Jakuba Jandy.
Bjørn Dæhlie je považován za krále běžecké stopy devadesátých let 20. století a dnes je všeobecně považován za největší postavu severského lyžování všech dob. Jeho osm zlatých olympijských medailí je rekordem Zimních olympijských her. Stejně tak byl do roku 2014 rekordní celkový počet získaných medailí (osm zlatých a čtyři stříbrné, které nasbíral během tří olympiád v Albertville, Lillehammeru a Naganu), ovšem v Soči 2014 jej překonal biatlonista Ole Einar Bjørndalen. Obdobně úspěšný byl Dæhlie také na Mistrovstvích světa v severském lyžování, kde získal 17 medailí, z toho 9 zlatých. Je také rekordmanem v počtu vítězství v celkovém pořadí Světového poháru v běhu na lyžích — v letech 1992–1999 zvítězil šestkrát. Kdyby neukončil kariéru kvůli zranění meziobratlových plotének, mohl Dæhlie přidat další úspěchy. Ve sbírce úspěchů mu schází jen vítězství z 50 km maratonu na Holmenkollenu. Honosí se také titulem Nejlepší norský sportovec 20. století.

## Zajímavosti
Jeho sportovním vzorem byl Vegard Ulvang. Bjørn Dæhlie měl údajně mezi sportovci největší vitální kapacitu plic a jednu z nejnižších tepových frekvencí. Bydlí v Nannestadu a jeho sousedem je jeho bývalý reprezentační a tréninkový kolega Thomas Alsgaard, někdy označován za Dæhlieho stín.

## Úspěchy

### Zimní olympijské hry
Albertville 1992
- Zlato 15 km stíhací závod
- Zlato 50 km
- Zlato 4×10 km štafetový závod
- Stříbro 30 km

Lillehammer 1994
- Zlato 10 km
- Zlato 15 km stíhací závod
- Stříbro 30 km
- Stříbro 4×10 km štafetový závod

Nagano 1998
- Zlato 10 km
- Zlato 50 km
- Zlato 4×10 km štafetový závod
- Stříbro 15 km stíhací závod

## Světový pohár
- První – 1992, 1993, 1995, 1996, 1997, 1999
- Druhý – 1994, 1998
- Třetí – 1990, 1991

### Mistrovství světa
Val di Fiemme 1991
- Zlato 15 km
- Zlato 4×10 km štafetový závod
- Stříbro 50 km

Falun 1993
- Zlato 15 km
- Zlato 4×10 km štafetový závod
- Zlato 30 km
- Bronz 50 km

Thunder Bay 1995
- Zlato 4×10 km štafetový závod
- Stříbro 10 km
- Stříbro 30 km
- Stříbro 50 km

Trondheim 1997
- Zlato 10 km
- Zlato 15 km
- Zlato 4×10 km štafetový závod
- Stříbro 30 km
- Bronz 50 km

Ramsau 1999
- Stříbro 4×10 km štafetový závod
- Bronz 30 km